# Prizefighter 25
Prizefighter — турнир профессиональных боксёров, проводившийся в Великобритании с 2008 года в разных весовых категориях. Все бои турнира проходят в 1 день, на выбывание. Бои по 3 раунда. Первоначальный приз 25 000 £. Текущий приз вручаемый победителю, 32 000 £.

## Турнир супертяжеловесов. 20 июня 2012 года
Второй международный турнир супертяжёловесов, Prizefigyter 25
В Лондоне состоялся престижный турнир в супертяжелом весе Prizefighter, в котором приняло участие восемь бойцов и победитель получил кубок, и чек на 32 000 фунтов стерлингов. В этом турнире все бои проходят в один день и состоят из трёх раундов по три минуты.

### Четвертьфиналы
- В первом бою турнира, поляк Альберт Сосновский (46-4-2, 28 КО) победил разделённым решением судей американского ветерана Мориса Харриса (25-16-2, 11 КО). На протяжении всего поединка Сосновский был значительно активнее, в то время как Харрис был слишком ленивым, хотя его удары несколько раз потрясали поляка. Но двое из трёх судей отдали предпочтение активности, выставив счёт 29:28 в пользу Сосновского, а третий судья отдал победу с таким же счётом Морису Харрису.

- Во втором четвертьфинальном поединке вечера американец Кевин Джонсон (26-1-1, 12 КО) очень быстро разобрался с марокканцем Нуреддином Меддуном (4-1, 4 КО). Начал бой Джонсон довольно лениво, но уже в конце первого раунда отправил Меддуна в нокдаун правым хуком в голову. Меддун поднялся, но было очевидно, что нокаут — это лишь дело времени. Было это заметно и рефери, который остановил бой после ещё нескольких точных попаданий Джонсона, зафиксировав победу американца техническим нокаутом в первом раунде.

- В третьем четвертьфинальном поединке встретились американец Тор Хеймер (15-1, 10 КО) и бразилец Марсело Луис Насименто (16-3, 14 КО). Преимущество Насименто в размерах не помогло ему одержать победу, потому что в технике и скорости Хеймер значительно его превосходил. В третьем раунде Насименто побывал в лёгком нокдауне, а по окончании боя все трое судей отдали победу Тору Хеймеру со счётом 29:28, 30:26 и 30:27.

- В последнем четвертьфинальном поединке турнира встретились два британца — Том Даллас (15-2, 11 КО) и Том Литтл (3-0, 0 КО). Литтл начал бой очень агрессивно, прижимая Далласа к канатам и выбрасывая кучу ударов. Так продолжалось до середины второго раунда, когда инициативу перехватил Даллас, который уверенно выиграл вторую половину второй трёхминутки. Развязка боя наступила в третьем раунде — Литтл выглядел очень уставшим, и Даллас просто расстреливал его сериями ударов по корпусу и в голову, пока рефери не остановил бой, зафиксировав победу Тома Далласа техническим нокаутом.

### Полуфиналы
- В первом полуфинальном поединке вечера встретились два бывших соперника Виталия Кличко — Сосновский, Альберт (47-4-2, 28 КО) и Кевин Джонсон (27-1-1, 13 КО). Сосновски выиграл первый раунд благодаря активности, но второй и третий раунды остались за Джонсоном, хотя его преимущество было незначительным. По окончании боя мнения судей относительно победителя разделились — один из них отдал победу Сосновскому со счётом 29:28, второй выставил точно такой же счёт в пользу Джонсона, а третий отдал победу Джонсону со счётом 30:27. Таким образом, победу разделённым решением судей одержал в этом поединке Кевин Джонсон.

- Вторым финалистом турнира стал Тор Хеймер (16-1, 10 КО), который просто смел с ринга Тома Далласа за 29 секунд. Да, этот бой действительно не продолжался и полминуты — Хеймер сразу же набросился на Далласа, известного своим «стеклянным» подбородком, и разбомбил его сериями боковых ударов у канатов, вынудив рефери вмешаться и спасти беспомощного британца от неминуемого нокаута.

### Финал
- В финале турнира Prizefighter сошлись два американца — Кевин Джонсон (28-1-1, 13 КО) и Тор Хеймер (17-1, 11 КО). Джонсон снова медленно начал бой — так, словно он экономил силы на 12 раундов. И поэтому первые два раунда убедительно выиграл Хеймер, который значительно превосходил Джонсона не только в активности, но и в скорости. Лишь в третьем раунде Джонсон наконец-то проснулся, но уже было поздно — для победы ему нужно было нокаутировать Хеймера, или хотя бы отправить его несколько раз в нокдаун. Сделать этого ему не удалось, и победу единогласным решением судей со счётом 30:27, 30:28 и 29:28 одержал Тор Хеймер[1][2][3].

## Таблица поединков
|  | Четвертьфиналы         | Четвертьфиналы |               |       | Полуфиналы | Полуфиналы |  |  | Финал | Финал |
|  |                        |                |               |       |            |            |  |  |       |       |
|  |                        |                |               |       |            |            |  |  |       |       |
|  |                        |                |               |       |            |            |  |  |       |       |
|  | Альберт Сосновский     | 3(SD)          |               |       |            |            |  |  |       |       |
|  | Альберт Сосновский     | 3(SD)          |               |       |            |            |  |  |       |       |
|  | Морис Харрис           |                |               |       |            |            |  |  |       |       |
|  | Альберт Сосновский     |                |               |       |            |            |  |  |       |       |
|  |                        |                |               |       |            |            |  |  |       |       |
|  |                        | Кевин Джонсон  | 3(SD)         |       |            |            |  |  |       |       |
|  | Нуреддин Меддоун       | Кевин Джонсон  | 3(SD)         |       |            |            |  |  |       |       |
|  |                        |                |               |       |            |            |  |  |       |       |
|  | Кевин Джонсон          | 3(TKO1)        |               |       |            |            |  |  |       |       |
|  | Кевин Джонсон          | 3(TKO1)        | Кевин Джонсон |       |            |            |  |  |       |       |
|  |                        |                |               |       |            |            |  |  |       |       |
|  |                        | Тор Хеймер     | 3(UD)         |       |            |            |  |  |       |       |
|  | Тор Хеймер             | Тор Хеймер     | 3(UD)         | 3(UD) |            |            |  |  |       |       |
|  | Тор Хеймер             |                |               | 3(UD) |            |            |  |  |       |       |
|  | Марсело Луис Насименто |                |               |       |            |            |  |  |       |       |
|  | Тор Хеймер             | 3(TKO1)        |               |       |            |            |  |  |       |       |
|  | Тор Хеймер             | 3(TKO1)        |               |       |            |            |  |  |       |       |
|  |                        | Том Даллас     |               |       |            |            |  |  |       |       |
|  | Том Даллас             | 3(TKO3)        |               |       |            |            |  |  |       |       |
|  | Том Даллас             | 3(TKO3)        |               |       |            |            |  |  |       |       |
|  | Том Литтл              |                |               |       |            |            |  |  |       |       |
|  |                        |                |               |       |            |            |  |  |       |       |
|  |                        |                |               |       |            |            |  |  |       |       |
|  |                        |                |               |       |            |            |  |  |       |       |